# Frank Andersson
Frank Andersson (n. 9 mai 1956, Trollhättan, Älvsborg County⁠(d), Suedia – d. 9 septembrie 2018, Skarpnäcks distrikt⁠(d), Comitatul Stockholm, Suedia) a fost un luptător ce a reprezentat Suedia, medaliat olimpic. A participat la 3 ediții ale Jocurilor Olimpice (1976, 1980, 1984) în care a câștigat o medalie de bronz.